# Mick Mars
Robert Alan Deal (født enten 4. maj 1951 eller 4. maj 1955), kendt under navnet Mick Mars, er en amerikansk musiker, leadguitarist og med-grundlægger af bandet Mötley Crüe.